# Bauhinia ankarafantsikae
Bauhinia ankarafantsikae är en ärtväxtart som beskrevs av Du Puy och Raymond Rabevohitra. Bauhinia ankarafantsikae ingår i släktet Bauhinia och familjen ärtväxter. Inga underarter finns listade i Catalogue of Life.